# 国事詔書 (1830年)
国事詔書（こくじしょうしょ、スペイン語: Pragmática Sanción）は、スペイン国王フェルナンド7世が1830年3月29日に発布したもので、カルロス4世が1789年に制定した勅令を正式に承認するものだった。この勅令により、フェリペ5世が導入した準サリカ法による継承制度が廃止され、ブルボン朝以前の混合継承制度が復活した。
スペイン継承戦争の結果、フランス・ブルボン家出身のフェリペ5世がスペイン王位を継いだ際、彼はフランスのサリカ法を導入し、王位継承を男系子孫に限定した。しかし、フェルナンド7世には二人の娘（イサベル、ルイサ・フェルナンダ）しかおらず、父カルロス4世はサリカ法を廃止しようと試みたものの、不十分であった。そこでフェルナンド7世は1830年に国事詔書を発布し、長女イサベルが自身の死後に王位を継承できるようにした。これは、以前のカスティーリャ王国の伝統に従うものであった。この決定により、フェルナンド7世の弟モリナ伯カルロスはサリカ法の下で王位継承者とされていたが、継承権を失った。カルロスの支持者たちは、フランシスコ・カロマルデをはじめとして、フェルナンド7世に国事詔書の撤回を求めた。しかし、フェルナンド7世は重度の痛風により執務不能となり、1833年9月29日に死去した。その結果、イサベルが女王となることが宣言された。しかし彼女はまだ幼少だったため、母マリア・クリスティーナが摂政として国を統治することとなった。